# 김세빈
김세빈(2005년 6월 16일 ~ )은 대한민국의 여자 배구선수이다. 현재 김천 한국도로공사 하이패스 소속 미들블로커로 활약하고 있다.

## 선수 경력

### 아마추어 시절
파장초등학교 4학년 때 처음 배구를 시작했으며, 수일여자중학교를 지나 한봄고등학교에 입학할 때 쯤 신장이 187cm까지 자라게 되어 입학하자 마자 교내에서 주전 미들블로커로 활동했고, U18, U19, U20까지 청소년 국가대표팀에도 세 번씩 선발되었다. 고등학교 시절 팀을 전국 대회에서 9번씩이나 우승으로 이끌 만큼 기량이 출중한 선수였다. 

### 프로 생활

#### 2023 - 2024 시즌
한봄고등학교 3학년이 되던 해인 2023년, 2023 - 2024 시즌 V - 리그 여자 프로배구 신인 드래프트에 참가 신청을 했고, 전체 1라운드 1순위로 김천 한국도로공사 하이패스에 선발되어 입단하였다. 프로 입단 전부터 강렬한 눈도장을 찍은 선수인 만큼 김종민 감독은 잘하든 못하든 출전 기회를 많이 부여하겠다고 이야기 하였다.10월 19일 팀에서 선발 미들블로커로 출전해 데뷔전을 치렀으며, 팀은 패했으나 속공과 블로킹을 골고루 섞어 8득점을 기록하며 성공적인 데뷔전을 치렀다. 2022 - 2023 시즌 후 정대영까지 FA로 이적했던 팀의 사정 상 거의 매 경기 주전 미들블로커로 계속 출전하면서 빠르게 성장하고 있다. 첫 시즌부터 좋은 활약상을 인정 받아 올스타전 팬 투표에서 여자부 K스타 미들블로커 2위에 오르면서 올스타전에 출전할 수 있게 되었다. 2024년 2월 3일 페퍼저축은행과 5라운드 경기에서 11득점으로 개인 최다 득점을 올려 데뷔 첫 데일리 MVP 인터뷰를 했으며, 데뷔 첫 시즌 기록으로 200득점을 정확하게 채우게 되었다. 신인드래프트 때부터 당 시즌 가장 유력한 여자부 신인왕 후보로 거론되었으며, 시즌 종료 후 모든 이들의 예상대로 이변 없이 여자부 신인왕을 수상하였다.

## 가족
과거 실업과 프로 초창기 한국전력 빅스톰 배구단에서 주전 미들블로커로 활약했으며 슈퍼리그 베스트 수비수로 꼽힌 남자배구 레전드이며 은퇴 후 한국전력 빅스톰의 감독과 대외협력실장을 지내다 현재는 단장직을 지내고 있는 김철수가 아버지이고, 한일합섬, 호남정유 배구단에서 간판 공격수로 이름을 날렸던 김남순이 어머니이다. 